# Hohenstein, Nordhausen
Hohenstein là một đô thị ở huyện Nordhausen, trong bang Thüringen, Đức. Đô thị Hohenstein, Nordhausen có diện tích 60,81 km².